# سفارة العراق لدى السعودية
سفارة العراق لدى السعودية هي الممثلية الدبلوماسية العليا لدولة العراق لدى المملكة العربية السعودية. تقع السفارة في حي السفارات في الرياض.